# 地球工学
地球工学（ちきゅうこうがく、climate engineering）とは、地球という惑星の居住可能性を工学的な手法によって改善ないしは維持することを目的とした学問分野のことである。気候工学とも言う。元来人類にとって居住困難、ないし不可能な天体を居住可能にするテラフォーミングと似た概念であるが、人類が現在居住している惑星（事実上、地球のみ）を対象とする点が異なる。
地球温暖化など、おもに人類が自ら招いた環境破壊を修復する目的で研究されている。数種類の技術が提案、研究または実用化されている。効果は未知数であり、思いも寄らない深刻な気候変動を引き起こす可能性がある。ただし、学問として確立する以前から人類は経験や体験などからさまざまな手法で土地改良や改造などを多岐に渡って行っており、それらもまた地球工学の一種といえるのかもしれない。

## 地球温暖化対策としての地球工学

### 太陽光の遮蔽・反射
- 宇宙空間の静止衛星軌道や、ラグランジュ点などにスクリーンや、金属片などを多数打ち上げ、地球に向かう太陽光の数パーセントを遮断する。
- 太陽放射管理（en:Solar radiation management＝SRM）。
  - 方法としては、成層圏エアロゾル注入（成層圏に硫黄酸化物などのエアロゾルを散布し、地球に降り注ぐ太陽光を遮断する。火山灰による温度低下（日傘効果）を人工的に引き起こす技術である。パウル・クルッツェンが提案。）や、海洋上の雲の白色化（特殊船で海水を噴き上げることによって海洋上の雲を明るくし、地球に降り注ぐ太陽光を遮断して地球の気温を低下させる）などがある。
  - 地球温暖化のレベルが、CO2削減では手に負えず、根本的にはもう手遅れと考えられるレベルに達しているような場合であっても、対症療法的ながら効果があり、かつ効果に即効性があるとされる。ただし、降雨パターンの変化や特定地域における旱魃の増加などの副作用や、特に成層圏エアロゾル注入の場合、停止した場合に急激に温暖化するといったリスクがある。
- 氷雪の太陽光のミラー効果を応用し、地表を鏡あるいは白い布などで大規模で覆う技術。全ての建物を白く塗るだけでも効果があると言われている。
  - アメリカ合衆国カリフォルニア州では条例によって、商業建物は反射率の高い色で塗ることを義務付けている。また将来的には一般家庭でも同様の義務化、さらに反射効率の良い特殊コーティングの義務化、黒色の車の販売を禁止するなどの案も検討されている。

### 二酸化炭素の回収
主な温室効果ガスとされる二酸化炭素（CO2）を地球の大気から減らす技術は「CO2除去」（en:Carbon dioxide removal）と総称される。
- 装置に通した空気からCO2を取り出す直接空気回収技術（Direct air capture＝DAC）。クライム・ワークス社（スイス）、カーボン・エンジニアリング社（カナダ）が研究している[2]。
- 人工光合成。
- 植物プランクトンが乏しいHNLC海域に鉄分を散布して植物プランクトンの生育を促し、光合成によってCO2を固定する技術。
- 地殻での二酸化炭素貯留。例えば、現在でも油田での原油採掘に地殻にCO2を吹き込むことにより、油圧を維持・上昇させる技術がある。それをCO2の貯留という目的に利用しようという技術である。
- 海底での二酸化炭素貯留。高圧の海底付近にCO2を低温で吹き込むと、液体状のCO2を海底に長期に保管することができる。
- 商業用樹林帯などの植生の回復や里山保全運動などに代表される再緑化ならびに回復技術。現在は再緑化そのものより、緑化に必要な活動に関する作業や機械の簡略化や省電力化などがメインとなっている。本来ならば天然の森に見られるような多様性を持つ森林の回復技術が望まれるのだが、現在は主に生活に即した商業的利用が可能な木々の再育成や土質の回復が主題であり、植物の多様性は二の次にしなければならないというジレンマを持つがゆえ、その効果に懐疑的な意見や開発コストの回収などといった問題点も多い。